# Regula pasei la portar
În jocul de fotbal, regula pasei la portar interzice portarului să atingă mingea cu mâna în majoritatea cazurilor când aceasta îi este pasată de un coechipier. Aceasta este descrisă în Legea 12, secțiunea 2 din Legile jocului.

## Descriere
În mod normal, portarilor li se permite să controleze mingea cu mâinile în interiorul propriei suprafețe de pedeapsă și, odată ce au mingea în mâini, jucătorii adversari nu îi mai pot ataca. Cu toate acestea, regula pasei la portar le interzice portarilor să atingă mingea cu mâna după ce aceasta le-a fost trimisă în mod deliberat de către un coechipier sau după ce au primit-o direct dintr-o aruncare de la margine de la un coechipier. Pasele la portar efectuate cu alte părți ale corpului decât piciorul, cum ar fi loviturile cu capul, sunt permise.
Sancțiunea pentru această infracțiune este o lovitură liberă indirectă. Aceasta se acordă din poziția în care a avut loc atingerea mingii cu mâna de câtre portar, cu excepția cazului în care se află în zona de poartă de 5,5 metri (careul mic), caz în care lovitura se execută din punctul de pe linia de 5,5 cel mai apropiat de punctul infracțiunii.

### Trucuri pentru a ocoli regula
Portarilor li se permite să controleze mingea cu mâinile dacă aceasta le este trimisă printr-o acțiune alta decât o lovitură de picior sau o repunere în joc (cum ar fi o lovitură de cap), dar apărătorilor nu li se permite să încerce să folosească un truc deliberat pentru a transmite mingea portarului cu o parte a corpului, alta decât piciorul, pentru a ocoli regula, precum lovirea mingii cu piciorul în sus și apoi trimiterea mingii înapoi către portar sau trimiterea cu capul a unei mingi la nivelul solului, care altfel ar putea fi jucată în mod regulat cu piciorul.
Federația de Fotbal a Statelor Unite ale Americii (USSF) a oferit portarilor următoarele indicații cu privire la situațiile în care nu pot folosi mâinile pe minge în suprafața de pedeapsă:
| Infracțiunea se bazează pe trei evenimente care au avut loc în următoarea succesiune: - Mingea este lovită (jucată cu piciorul, nu cu genunchiul, coapsa sau tibia) de către un coechipier al portarului, - Această acțiune este considerată deliberată, și nu o deviere sau o lovitură greșită de picior, și - Portarul controlează direct mingea cu mâinile (fără ca altcineva să intervină la atingerea mingii) Atunci când, în opinia arbitrului, aceste trei condiții sunt îndeplinite, încălcarea a avut loc. Nu este necesar ca mingea să fie „pasată”, nu este necesar ca mingea să meargă „înapoi” și nu este necesar ca acțiunea deliberată a coechipierului să fie „către” portar. — Jim Allen (Instructor național și evaluator național USSF), Ask A Soccer Referee |

## Istoric și impact
Regula pasei la portar a fost introdusă în 1992 pentru a descuraja pierderile de timp și jocul defensiv nejustificat, după ce Campionatul Mondial de Fotbal 1990 a fost criticat pe scară largă ca fiind excesiv de plictisitor, cu multe pase la portari și de portari care țineau mingea pentru a pierde timpul. Ultimul turneu înainte de introducerea regulii a fost Campionatul European de Fotbal 1992.
Primele meciuri jucate cu noua regulă au avut loc la Jocurile Olimpice de vară din 1992. Primele meciuri cu noua regulă au dus la o oarecare confuzie în apărare; într-adevăr, chiar în primul meci, Italia a încălcat noua regulă, iar Statele Unite a reușit să înscrie după ce a primit o lovitură liberă indirectă la 14 metri de poartă.
În 1997, regula pasei înapoi a fost extinsă pentru a împiedica portarii să controleze mingea cu mâinile primită direct din aruncarea de la margine a unui coechipier.
Un gol marcat de Bayern München dintr-o lovitură liberă indirectă, acordată pentru o pasă la portar la finalul unui meci dintre Bayern și Hamburg, a fost decisiv pentru ca Bayern să câștige sezonul 2000-2001 al Bundesligii.
Regula pasei la portar este considerată una dintre cele mai populare și de succes modificări ale regulilor din jocul modern. Pe lângă faptul că a prevenit jocul plictisitor, aceasta a impus, de asemenea, portarilor să devină mai abili în a juca mingea cu picioarele, devenind o parte mai importantă în construirea atacului echipei.